# Jean-Pierre Darroussin
Jean-Pierre Darroussin, född 4 december 1953 i Courbevoie, är en fransk skådespelare. Han är känd i Sverige för sin roll i serien Falsk identitet där han spelar Henri Duflot. Han har varit med i två fransk-svenska filmer, Rendez-vous à Kiruna och Les grandes personnes - De vuxna, två filmer som hans fru har regisserat. Han har själv regisserat två filmer och skrivit en bok.  
Darroussin är gift sedan 2009 med Anna Novion, vars mor är svenska.